# Су, Филлипа
Филлипа Су (англ. Phillipa Soo, род. 31 мая 1990, Либертивилл, США) — американская актриса и певица. Наиболее известна тем, что сыграла роль Элизы Гамильтон в Бродвейском мюзикле «Гамильтон», за что в 2016 году была номинирована на премии Тони и Грэмми. Эта постановка также была разыграна на Disney+, и за работу в ней актриса была номинирована на премию «Эмми». Помимо прочего, Су сыграла Наташу Ростову во внебродвейском мюзикле «Наташа, Пьер и Большая комета 1812 года» и заглавную роль в бродвейской постановке «Амели» в 2017 году.

## Ранние годы
Су родилась в Либертивилле, штат Иллинойс. Её мать европейского происхождения, а отец — американец китайского происхождения. Су посещала среднюю школу Либертивилля в пригороде Чикаго с 2004 по 2008 год. В 2012 году она окончила Школу Джульярд.

## Карьера

### Театр
После окончания Джульярда в 2012 году Су получила роль Наташи Ростовой в постановке «Наташа, Пьер и Большая комета 1812 года», созданной по мотивам романа Льва Толстого «Война и Мир». Её выступление увидели режиссёр Томас Кейл и композитор Лин-Мануэль Миранда, которые вскоре пригласили актрису в «Гамильтон», принесший ей несколько больших наград.
В период с декабря 2016 года по январь 2017 года Су исполняла главную роль в постановке «Амели» в театре Ahmanson в Лос-Анджелесе. Весной шоу переехало на Бродвей в театр Walter Kerr. Последнее шоу состоялась 21 мая 2017 года.
Су также играла на Бродвее в роли Ребекки в «Парижанке», оригинальной пьесе Бо Уиллимона.

### Кино и телевидение
В 2013 году актриса получила роль Лекси в телесериале NBC «Смэш». Она появилась в пяти эпизодах второго сезона. У неё также была небольшая второстепенная роль Нии в пилоте сериала 2014 года «Опасные связи», но в сериал её эпизоды в итоге не попали.
В 2018 году было объявлено, что Су присоединилась к актёрскому составу сериала CBS «Кодекс». Шоу транслировалось в течение одного сезона до его отмены в июле 2019 года. В 2021 году актрису можно было увидеть в 6 эпизодах сериала «Кусь» и в 8 эпизодах сериала «Ломка».
В 2023 году вышла мелодрама «Ещё одна настоящая любовь», в которой Су исполнила главную женскую роль. Фильм является адаптацией одноимённого романа писательницы Тейлор Дженкинс Рейд.

## Личная жизнь
Су обручилась с актёром Стивеном Паскуале в феврале 2016 года. Они поженились 24 сентября 2017 года. В 2019 году пара вместе снялась в эпизоде сериала «Код». У Су есть собака по кличке Билли, которую она приютила в день своего 30-летия в 2020 году.